# Abôlouman
Instrument de musique de Côte d'Ivoire, l'Abôlouman fait partie de la famille des idiophones. Il est appelé Kôdji chez les Nyabwa/Krou, kotchi chez les Bété/Krou, Kotché-Kotché et Abôlouman chez les Baoulés/Akan.

## Description et fabrication
C'est un hochet double constitué de deux boules reliées par une corde. Chez les Niaboua (ou Nyabwa), peuple du centre-ouest de la Côte d'Ivoire, cet instrument est en général fabriqué par les fillettes entre dix et treize ans. Ces dernières cueillent deux fruits durs de forme ronde. Les fruits sont vidés et elles mettent des graines ou des cailloux au centre. Elles referment l'ouverture et attachent les deux boules avec une ficelle.

## Le jeu du hochet double
Le maniement du hochet allie le son produit par les graines contenues dans les boules avec celui des boules qui se cognent. La joueuse tient une boule dans sa main et en joue de deux façons : soit qu'elle frappe les boules ensemble, soit qu'elle les secoue pour faire sonner les graines ou cailloux.

## L'histoire du hochet double
Le hochet est l’un des plus vieux jouets du monde. Son invention est attribuée à un contemporain et disciple de Platon, Archytas de Tarente. Ce célèbre savant de l’Antiquité, qui est également à l’origine de la poulie, de la vis et de la crécelle, souhaitait, par ce moyen, amuser ses propres enfants. Dès cette époque, le hochet se présente sous des formes variées.
Eubulos qualifie le hochet grec de Pséphopéribombétrian, ce qui signifie « retentissant du bruit d’un caillou qui se meut autour ». Il peut être un petit vase d’argile avec une embouchure fermée et résonnant comme un grelot quand on l’agite. Il peut également avoir la forme d’un petit animal, tel un chien, un mouton, un cochon, ou d’un personnage. Le hochet représentant un enfant à califourchon sur un porcelet semble faire référence au sacrifice des cochons de lait pratiqué à Sparte à l’occasion de la fête des nourrices, les Tithénidies, pour protéger les nourrissons des maladies ; il avait alors le pouvoir de repousser le mal.